# Halil Mutlu
Halil Mutlu, né Halil Aliev (en bulgare : Халил Алиев) le 14 juillet 1973 à Postnik (bg) en Bulgarie, est un haltérophile turc issu de la minorité turque de Bulgarie. Il a remporté la médaille d'or en moins de 56 kg successivement aux Jeux olympiques d'été de 1996 à Atlanta, de 2000 à Sydney et de 2004 à Athènes.
Le 4 novembre 2001, il a arraché 138,5 kg, battant le record du monde des moins de 56 kg (détenu précédemment par le chinois He Yingqiang).
Il détient tous les records du monde de sa catégorie (moins de 56 kg) :

- Arraché : 138,5 kg (Antalya, Turquie, 4 novembre 2001). Record battu par Wu Jingbiao avec 139 kg à Houston, le 21 novembre 2015
- Épaulé-jeté : 168 kg (Trencin, Slovaquie, 24 avril 2001). Record battu par Om Yun-chol avec 171 kg à Houston, le 21 novembre 2015
- Total : 305 kg (137,5+167,5) (Sydney, Australie, 16 septembre 2000)

Ainsi que les records olympiques de sa catégorie (moins de 56 kg) :

- Arraché : 137,5 (Sydney, Australie, 16 septembre 2000)
- Épaulé-jeté : 167,5 (Sydney, Australie, 16 septembre 2000). Record battu par Om Yun-chol avec 168 kg aux JO de Londres, le 29 juillet 2012
- Total : 305 kg (137,5+167,5) (Sydney, Australie, 16 septembre 2000)